# Netzhautkorrespondenz
Mit Netzhautkorrespondenz bezeichnet man in der Augenheilkunde ein neurophysiologisches Beziehungssystem zwischen beiden Augen, welches die Grundlage für das beidäugige Sehen (Binokularsehen) darstellt.
Beim Sehen erfolgt die Abbildung eines fixierten Objekts auf miteinander verschalteten und identisch lokalisierenden Netzhautpunkten des rechten und linken Auges, die es an derselben Stelle des Raums wahrnehmen und so überlagern. Man spricht dabei von einer normalen Sehrichtungsgemeinschaft, normalen retinalen Korrespondenz (NRK) oder einer normalen Netzhautkorrespondenz.
Da dieser Zustand im Normalfall an die Foveae beider Augen gekoppelt ist, bezeichnet man dies auch als bifoveale Sehrichtungsgemeinschaft. Die Fovea als motorischer Nullpunkt repräsentiert den Richtungswert geradeaus, auch Hauptsehrichtung genannt. Demzufolge besitzt in der Regel auch jeder periphere Netzhautpunkt des einen Auges eine korrespondierende Netzhautstelle mit gleichem Richtungsempfinden des anderen Auges und entsprechend vielen Nebensehrichtungen. In Abhängigkeit von den herrschenden Korrespondenzverhältnissen wird sich auch die Qualität des Binokularsehens darstellen.
Die Gesamtheit der Punkte im Außenraum, die bei der Fixation eines Objektes auf korrespondierende Netzhautstellen fallen, nennt man Horopter. Dieser Horopter ist eine Linie, die, einer Parabel ähnlich, leicht gekrümmt ist. Objekte, die dicht vor oder hinter diesem Horopter liegen, werden in der Regel nicht doppelt gesehen, obgleich sie auf nicht korrespondierende Netzhautstellen fallen. Diesen Bereich nennt man Panumraum. In dieser Zone entsteht durch die leicht versetzten Abbildungen (Querdisparation) das räumliche Sehen. Beim Überschreiten der Grenzen des Panumareals entsteht die sog. physiologische Diplopie.

## Pathologie
Abweichungen von einer normalen Netzhautkorrespondenz haben ihre Ursache in Schielerkrankungen und sind das Ergebnis von permanenten Abbildungsverschiebungen im Panumareal während der frühkindlichen Entwicklungsphase. Sie können zu einer anomalen Sehrichtungsgemeinschaft führen, die als anomale retinale Korrespondenz (ARK) bezeichnet wird. Diese wird unterteilt in harmonisch anomale Korrespondenz (HARK) und disharmonisch anomale Korrespondenz (DHARK). Hierbei handelt es sich um das Phänomen, dass es bei der Fixation eines Objekts zur Stimulans physiologisch nicht identisch lokalisierender Netzhautpunkte der Augen kommt, die gleichwohl zu einer anomalen Überlagerung der Bilder führen kann. Es korrespondieren hierbei in der Regel die Fovea des einen Auges mit einer nicht fovealen, exzentrischen Netzhautstelle des anderen Auges. Als Ergebnis einer HARK kann sogenanntes subnormales, also qualitativ unterschiedlich minderwertiges, Binokularsehen entstehen. Äußern tut sich dies zum Beispiel in einer geringen Fusionsbreite oder in lediglich grob ausgeprägtem räumlichen Sehen.
Grundlage für die Entwicklung einer ARK ist ein relativ kleiner Schielwinkel, der die Entwicklung dieser sensorischen Anomalien gerade noch zulässt. Mit steigendem Ausmaß des Schielwinkels sinkt die Wahrscheinlichkeit einer ARK.

## Untersuchung
Die diagnostische Beurteilung der Korrespondenzverhältnisse gehört in das augenheilkundliche Fachgebiet der Orthoptik.
Die Verfahren zur Korrespondenzprüfung basieren auf zwei Prinzipien, dem Nachweis einer normalen Netzhautkorrespondenz oder dem Nachweis einer anormalen Netzhautkorrespondenz. Eine Aussage über die bestehende bifoveale Sehrichtungsgemeinschaft oder eine foveal-periphere Lokalisationsbeziehung kann nur dann erfolgen, wenn die Netzhautpunkte bekannt sind, die bei der Fixation eines Objekts stimuliert werden. Unerlässlich in beiden Fällen ist die Mitarbeit des Patienten und seine Angaben über die Lokalisation der Objekte. Eine Stimulation der Fovea wird mit Farbfiltern, Nachbildern oder dem Haidinger-Büschel erreicht, im Falle einer exzentrischen Fixation des schielenden Auges nur ophthalmoskopisch mit den beiden letztgenannten Verfahren.
Zur Beurteilung der Korrespondenz werden zum Ausgleich des Schielwinkels solange Prismen vor das schielende Auge gehalten und entsprechend den Angaben des Patienten angepasst, bis eine Überlagerung der fixierten Objekte stattfindet. Das Ausmaß der Prismenstärke entspricht dabei dem sogenannten subjektiven Schielwinkel. Nun prüft man mittels des einseitigen Abdecktests des gesunden Auges, ob eine Einstellbewegung des anderen stattfindet. Ist dies nicht der Fall (und liegt eine zentrale Fixation vor), so handelt es sich um eine normale Korrespondenz (NRK), anderenfalls um eine anomale Korrespondenz (ARK), aus der eine entsprechende Einstellbewegung hervorgeht, die die Ermittlung des sogenannten objektiven Schielwinkel ermöglicht. Die Differenz von objektivem und subjektivem Winkel wird als Anomaliewinkel bezeichnet. Es gilt demnach folgende Regel:
- NRK: subjektiver Winkel = objektiver Winkel, Anomaliewinkel = 0°
- HARK: subjektiver Winkel = 0°, Anomaliewinkel = objektiver Winkel
- DHARK: subjektiver Winkel ≠ 0°, Anomaliewinkel ≠ objektiver Winkel.

Je nach Untersuchungsbedingung schwanken die Werte von subjektivem Winkel und Anomaliewinkel.
Allgemein geht man bei der Beurteilung der Korrespondenzverhältnisse davon aus, dass die Hauptsehrichtung „geradeaus“ prinzipiell mit der Fovea centralis assoziiert ist. Es gibt jedoch den Fall, dass die Hauptsehrichtung der Fovea verloren- und auf eine periphere Netzhautstelle übergegangen ist, die nunmehr auch zur exzentrischen Fixation herangezogen wird. In diesem Fall entspricht das Ausmaß der exzentrischen Fixation genau dem Schielwinkel und dem Anomaliewinkel. Man nennt dieses Krankheitsbild einen Mikrostrabismus mit Identität.